# 오픈아워
오픈아워(영어: openhour)는 대한민국 IP 비지니스 테크 스타트업 빅크의 서비스 중 하나인 지식 크리에이터의 라이브 플랫폼이다.
주로 베스트셀러 작가부터 자기계발 라이프 코치, 커리어 코치, 각 주제의 업계에서 검증된 전문가, 컨설턴트들이 1:1 화상 코칭, 컨설팅을 통해 자신들의 노하우로 모든 고민을 해결해주는 서비스이다.

## 역사
- 2021년 5월 주식회사 빅크 설립
- 2022년 5월 빅크 오리지널 빅콘(BIGCON)[1] 시작
- 2022년 6월 빅크 오리지널 빅콘(BIGCON) 시즌 2  < 잘 팔리는 IP의 비밀 : 콘텐츠부터 커머스까지 VOD > 진행
- 2022년 11월 빅크 오리지널 빅콘(BIGCON) 시즌 3 빅픽쳐(BIGPICTURE)[2] 개최
- 2023년 2월 빅크 오리지널 빅콘(BIGCON) 시즌 4 < AI Webinar > 진행
- 2023년 3월 빅콘(BIGCON) AI 부트캠프 2종 진행[3]
- 2023년 6월 크리에이터 라이브 플랫폼 오픈아워 베타 런칭

## 오픈아워 콘텐츠 목록

### 오픈아워 1:1 세션
오픈아워 1:1 코칭은 문제, 고민 해결의 본질에 집중해 짦은 시간에 꼭 필요한 해결책을 찾아드리는 서비스이다.
오픈아워 프로의 경우, 전문 분야에서 독보적인 경험과 네트워크를 가진 분들로 구성되어 있으며 단계별 검증을 통해 선별되었다.
| 카테고리               | 프로명        | 타이틀                                                        | 링크     |
| ---------------------- | ------------- | ------------------------------------------------------------- | -------- |
| 일잘러커뮤니케이션     | 양다니엘      | 직장인의 문제를 성과로 만드는 <양다니엘의 문제 해결 공식>     | 바로가기 |
| 커리어·콘텐츠·브랜딩   | 빈다은        | 광고 없이 35만명의 구독자 팬덤을 모은 콘텐츠 브랜딩 비결      | 바로가기 |
| 마케팅·커리어·스타트업 | 김영민        | 지표로 증명! 매출 성장을 견인하는 총체적 마케팅 루틴 설계자   | 바로가기 |
| 커리어·스타트업·일잘러 | 일잘러 장피엠 | 생산성&수익 10배 Up! 1:1로 배우는 노코드툴 활용법             | 바로가기 |
| 마케팅·커리어·B2B      | 최가희        | 1,000% 성장을 이끈, 호황불황을 관통하는 마케팅 프레임 워크    | 바로가기 |
| 투자·창업·CEO          | 김미희        | 100억대 매출과 100억 투자 유치를 이끌어낸 진짜 노하우         | 바로가기 |
| 커리어·조직문화·HR     | 김나이        | 누적 4,000+명! 전문성 발견 & 기업분석을 위한 커리어 코칭      | 바로가기 |
| 마케팅·커리어·스타트업 | 노대원        | 광고비는 절감하고, 매출은 상승시키는 마케팅 예산 관리 노하우  | 바로가기 |
| 마케팅·투자·B2B        | 최혜원        | 최소한의 비용으로 PMF 검증&매출 우상향 공식 찾기              | 바로가기 |
| 투자·B2B커뮤니케이션   | 강영준        | B2B로 100억 매출 스케일업한 개척 영업 전략 노하우             | 바로가기 |
| 투자·스타트업·창업     | 이경선        | "평가 위원이 직접 알려주는" 정부지원사업 합격 가이드          | 바로가기 |
| 투자·스타트업·창업     | 오정민        | 정부 지원 사업 25번 합격한 연쇄창업가의 합격 비법             | 바로가기 |
| 투자·스타트업          | 유수형        | 파운더 프렌들리 VC 유수형의 첫 투자라운드 준비부터 마무리까지 | 바로가기 |
| 커리어·스타트업·취업   | 김지홍        | 회사들이 먼저 찾아오는 프로덕트 디자이너로 성장하는 방법      | 바로가기 |
| 투자·스타트업          | 이희용        | 예비/초기 창업 단계에서 효과적인 크라우드 펀딩 & IR 전략 수립 | 바로가기 |
| 스타트업·HR·면접       | 임현근        | 일본 진출 8개월만에 서비스 1위! 스타트업 해외 진출 비결       | 바로가기 |
| 커리어·일잘러          | 김휘수        | 단독 특허 보유! 고객을 단숨에 사로잡는 UX/UI의 모든 것        | 바로가기 |
| 커리어·조직문화·HR     | 황성현        | 구글, 카카오를 거친 30년 HR 전문가의 조직 설계 노하우         | 바로가기 |
| 커리어·스타트업·일잘러 | 킹홍(홍석희)  | 데이터 / 사용자 중심의 디자인으로 시장에서 이기는 제품 만들기 | 바로가기 |
| 커리어·스타트업·취업   | 정진호        | 일본 최다 네트워크 보유! 20+ 년 경력의 일본 진출&취업 전략    | 바로가기 |
| 멘탈·심리·글쓰기       | 알벗          | 원하는 삶을 실현시켜 주는 글쓰기 퀀텀 성장&심상화 명상 코칭   | 바로가기 |
| 커리어·조직문화·HR     | 최효석        | 리더도 팔로워도 오해없이 핵심만 주고 받는 커뮤니케이션 노하우 | 바로가기 |

### Class
클래스는 오픈아워 크리에이터들의 체계적인 커리큘럼과 전문성이 더해진 라이브, VOD, 전자책 등이 있다.
| 카테고리            | 크리에이터      | 타이틀                                                           | 링크     |
| ------------------- | --------------- | ---------------------------------------------------------------- | -------- |
| NFT·컨퍼런스        | BIGCON          | NFT 리더들의 현장 비즈니스 인사이트                              | 바로가기 |
| IP·커머스·컨퍼런스  | BIGCON          | 잘 팔리는 IP의 비밀 : 콘텐츠부터 커머스까지                      | 바로가기 |
| AI                  | BIGCON          | 개념정리 실무적용 AI WEBINAR                                     | 바로가기 |
| AI·서비스기획       | BIGCON          | AI 부트캠프 Part 1 : 비즈니스 모델 빠르게 만들기                 | 바로가기 |
| AI·마케팅           | BIGCON          | AI MARKETING SCHOOL : 마케터들을 위한 AI 실무 적용               | 바로가기 |
| 콘텐츠·프리워커     | BIGCON          | 자신만의 콘텐츠로 살아가는 사람들                                | 바로가기 |
| SNS                 | BIGPICTURE      | SNS로 돈버는 법 A부터Z까지 올인원 패키지                         | 바로가기 |
| SNS                 | BIGPICTURE      | 실전에 바로 적용 가능한! 콘텐츠 성장 비법 전수 패키지            | 바로가기 |
| SNS·프리워커        | BIGPICTURE      | 2023 MZ세대에게 사랑받는 BEST WOMEN CREATOR 강연                 | 바로가기 |
| 커리어·컨퍼런스     | 14F             | 직장인 커리어 레벨업! 국내 최고 전문가가 전하는 커리어 인사이트  | 바로가기 |
| 글쓰기              | 정영욱          | 에세이 작가의 <생각을 붙잡는 글쓰기> 노하우                      | 바로가기 |
| 일잘러·직무역량     | 양다니엘        | 만족도 200%, 문제를 성과로 만드는 문제해결공식!                  | 바로가기 |
| 글쓰기              | 이슬아          | 협업의 시대, 갈등을 설득으로 전환하는 지혜로운 협업 스킬         | 바로가기 |
| SNS·재테크·자기계발 | 김작가TV        | 156만 유튜버의 리얼 채널 데이터로 배우는 <유튜브 수익화 방법>    | 바로가기 |
| SNS·자기계발        | 정육왕          | 따라만 하면 압축 성장! 1인 창작자로 돈 버는 N가지 방법           | 바로가기 |
| 스피치·퍼스널브랜딩 | 말버스          | 퍼스널 브랜딩의 품격을 높이는 말버스의 목소리 활용법             | 바로가기 |
| 프리워커·자기계발   | 개념있는 희애씨 | 하고싶은 일 다 하면서 살기 위한 <퇴근 후 분단위 스케쥴 관리법>   | 바로가기 |
| N잡·프리워커        | 채채            | N잡 크리에이터로 시장에서 살아남는 채채의 성공 비밀              | 바로가기 |
| 스포츠·다이어트     | 지피티          | 유튜버 지피티의 건강하게 자존감 회복하는 방법                    | 바로가기 |
| 프리워커·자기계발   | 가이안          | 성공적인 퇴사 라이프를 꿈꾸는 직장인 필독 가이드                 | 바로가기 |
| 건강·멘탈           | 요가소년        | 1인 브랜드가 된 요가소년의 <콘텐츠 홍수속 블루오션 찾기>         | 바로가기 |
| 외국어              | 세진            | 주제는 하나, 콘텐츠는 무한대! 오리지널 콘텐츠 스펙트럼 확장법    | 바로가기 |
| SNS·콘텐츠          | 메이저스        | 숏폼 대통령 뉴즈가 말하는 <잘나가는 숏폼 콘텐츠의 비밀>          | 바로가기 |
| 글쓰기              | 박창선          | 브런치로 매출 150% 달성! 상위 0.5% 작가의 돈버는 글쓰기          | 바로가기 |
| 자기계발            | 거누파파        | 퇴직과 퇴사, 인생 2막에 대한 거누파파네의 솔직한 이야기          | 바로가기 |
| 주식투자            | 닥터퀀트        | 직업만 10개! 연봉 억대 현직 의사의 N잡 비법 노트                 | 바로가기 |
| 프리워커·자기계발   | 시월필름        | 좋아하는 일로 돈벌기! 효과적인 목표달성을 가능케하는 셀프 기록법 | 바로가기 |